# Roland Arena
Koordinaten: 46° 41′ 31,7″ N, 9° 33′ 25,4″ O; CH1903: 762025 / 173401
Die Roland Arena (ursprünglich: Biathlon Arena Lenzerheide) in Lantsch/Lenz ist das grösste Biathlonstadion der Schweiz und liegt auf 1400 m ü. M. Sie wurde am 7./8. Dezember 2013 eröffnet. In der Arena werden regelmässig Wettkämpfe des Biathlon Swiss Cups und der Tour de Ski ausgetragen. Auch finden hier Wettbewerbe des Biathlon-Weltcups und die Biathlon-Weltmeisterschaften 2025 statt.

## Geschichte
Lanciert wurde das Projekt Biathlon Arena Lenzerheide 2006 in Lantsch/Lenz. Hauptinitiant war Ursin Fravi, Clubtrainer für Biathlon/Langlauf und Leiter der Gemeindeverwaltung Lantsch/Lenz. Unterstützt wurde er von Leo Baselgia, Präsident des Langlaufclubs Bual, und von Gemeindepräsident Simon Willi.
Die Gemeinde Lantsch/Lenz ist Bauherrin und über die Betriebsgesellschaft Nordic & Biathlon AG einziger Aktionär sowie Eigentümer der Biathlon Arena Lenzerheide.
Der Spatenstich erfolgte am 26. April 2013, die erste Bauphase war im November 2013 abgeschlossen. In dieser Zeit wurden eine Beschneiungsanlage, eine Flutlichtanlage entlang 4 km der Loipen, ein Schiessstand mit weltcuptauglichen 30 Schiessbahnen sowie eine Wasserkühlung für die Beschneiungsanlage errichtet.
In der zweiten Bauphase im Sommer 2014 wurde eine 1,6 km lange Rollskibahn asphaltiert.
In der dritten Bauphase im Frühjahr und im Sommer 2016 wurden ein Betriebsgebäude und weitere Infrastruktur errichtet, die von der IBU für die Durchführung von Wettkämpfen gefordert werden. Für das Betriebsgebäude wurde ein Architekturwettbewerb ausgeschrieben. Diesen gewann der Schweizer Architekt Pablo Horváth.
Die ersten drei Bauetappen (ohne Betriebsgebäude und Erweiterung der Rollskibahn) kosteten 6,4 Millionen Franken.
Im Frühling und im Sommer 2017 wurde in einer vierten Bauphase die Rollskibahn auf 5 km erweitert.
Ebenfalls im Sommer 2017 erhielt die Biathlon Arena die „A-Lizenz“ der IBU und ist nun berechtigt, Wettkämpfe im Rahmen des Biathlon-Weltcups sowie Biathlon-Weltmeisterschaften auszurichten. Seit 2017 ist die Biathlon Arena Lenzerheide AG Inhaber und Betreiber.

## Die Arena

### Lage
Die Biathlon Arena Lenzerheide befindet sich auf der Alp Bual am nördlichen Dorfrand von Lantsch/Lenz im Kanton Graubünden.

### Zuschauerbereich
In der Biathlon Arena Lenzerheide gibt es keine fest installierten Tribünen. Bei grossen Veranstaltungen kommen temporär errichtete Tribünen zum Einsatz, mit Stehplätzen entlang der Strecke bietet die Arena Platz für bis zu 15.000 Zuschauer.

### Schiessstand

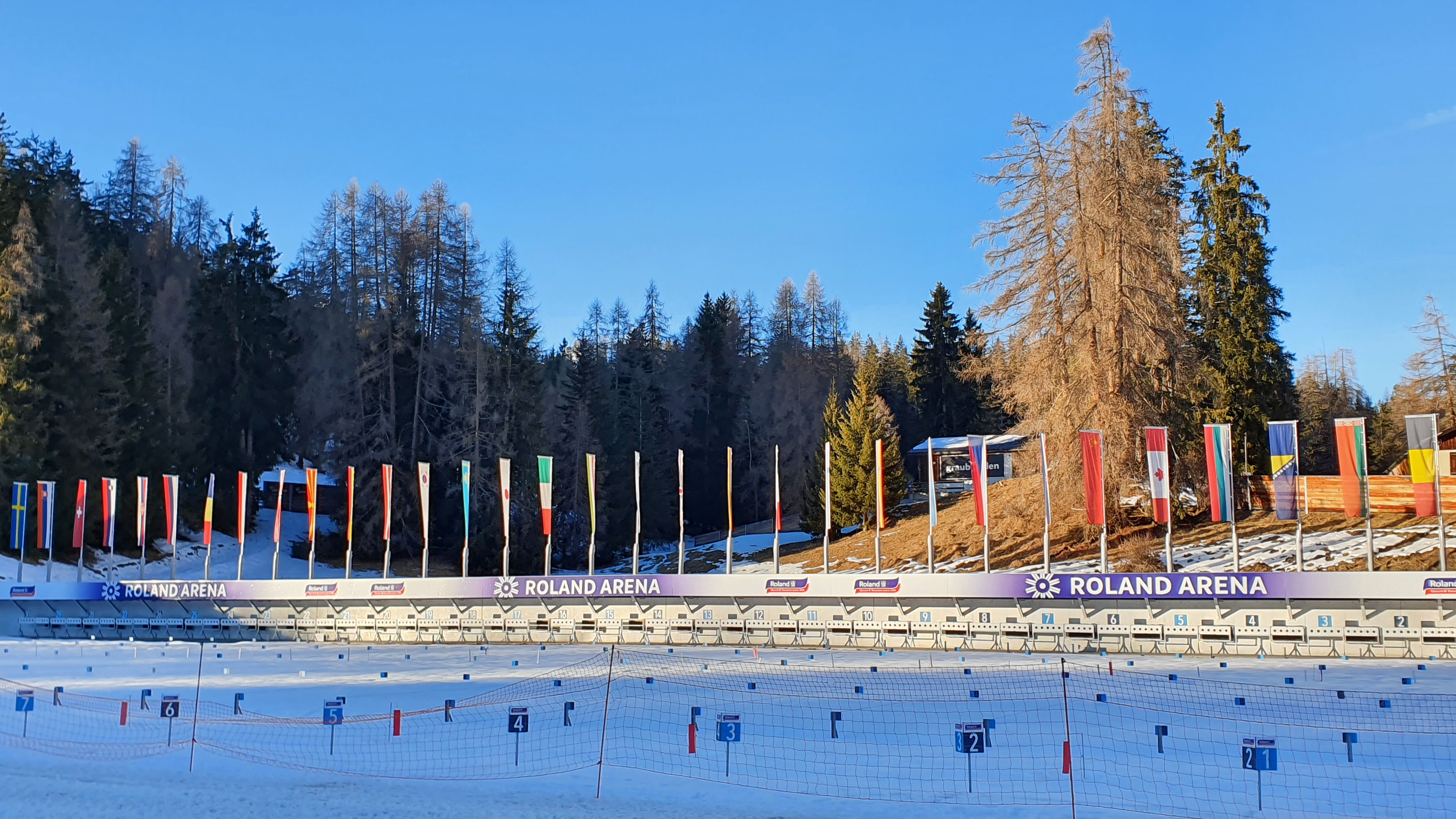
Schiessstand

Am 92,5 Meter langen Schiessstand mit seinen 30 Bahnen haben die Athleten einen Abstand von 50 Metern zur Zielscheibe. Der Schiessstand ist mit dem deutschen elektronischen System HoRa 2000 E ausgestattet, dem modernsten und verbreitetsten im Weltcup. Dabei werden die Treffer beim Aufprall des Geschosses durch einen Impuls eines Sensors ausgelöst, im Gegensatz zu den teilweise noch im Weltcup verwendeten Klappscheiben des Typs Kurvinen aus Finnland. Anschliessend wird eine weisse Scheibe als Trefferanzeige vor die schwarze Scheibe geschoben. Durch eine schiebbare Blende wird die Grösse der fünf Trefferfelder pro Bahn von 115 Millimetern für den stehenden Anschlag auf 45 Millimeter für den liegenden Anschlag geändert.
Der Schiessstand ist hinten durch eine Schutzwand aus Beton geschützt sowie durch Schutzwände aus Holz links und rechts vom Schiessplatz, die bei Nichtbetrieb demontiert werden können.
Die Strafrundenstrecke befindet sich östlich neben dem Schiessstand und hat eine Länge von 150 und eine Breite von 5 Metern.
Zwei Fahrzeug- und eine Personenunterführung in Richtung Parkplatz Foppa sorgen dafür, dass Athleten, Funktionäre und Medien jederzeit Zugang haben zum Schiessplatz-Betriebsgebäude am westlichen Rand des Stadions und dem künftigen Nordic House mit Restaurant und Medienzentrum am östlichen Rand des Stadions.

## Strecken

### Langlaufstrecken
Im Winterbetrieb kann die Biathlon Arena Lenzerheide das Loipennetz der Region Lenzerheide nutzen, das 52 Kilometer umfasst. Die wichtigsten Loipen für die Biathlon-Rennen und die Rollskibahnen wurden aber rund um die Arena neu angelegt.

### Rollskibahnen
Es gibt eine 9 Meter breite und 600 Meter lange Rollskibahn für den Sommerbetrieb, die im Winter als Grundlage für die Loipe genutzt wird.
Zusätzlich zur neu erstellten 600 Meter-Rollskibahn ist für den Sommerbetrieb eine Erweiterung der Rollskibahn geplant (insgesamt 2000 Meter), die in Varianten miteinander gekoppelt werden können.

## Wettkämpfe
Eröffnet wurde die Biathlon Arena Lenzerheide am 7./8. Dezember 2013 mit dem Biathlon Swiss Cup, gefolgt von der Tour de Ski 2013/14 im Skilanglauf. Anfang 2020 wurden die Biathlon-Juniorenweltmeisterschaften in der Arena ausgetragen.
In einem ersten Schritt erhält die Biathlon Arena Lenzerheide von der IBU die B-Lizenz (bis und mit IBU-Cup) und nach Bauabschluss die A-Lizenz (Biathlon-Weltcup, Biathlon-Weltmeisterschaften), erklärte der technische Delegierte der Internationalen Biathlon Union IBU, Robert Zwahlen.